# Al-Shaab Cultural & Sports Club
O Al-Shaab é um clube de futebol dos Emirados Árabes Unidos, sediado na cidade de Sharjah.

## Grandes futebolistas
- Zé Love

- Godwin Attram
- Prince Tagoe
- Maysam Baou
- Hossein Faraki
- Javad Kazemian
- Mehrzad Madanchi
- Ali Samereh
- Nader Altarhoni
- Mensur Kurtisi
- Merouane Zemmama
- Mohammed Kallon
- Lassaad Ouertani
- Adnan Al Talyani
- Maikon Leite

## Treinadores
- Josef Hickersberger (1999–2000)
- Rainer Hollmann (2001–2002)
- Roland Andersson (2002–2003)
- Zoran Filipović (2003–2004)
- Jan Versleijen (2004–2005)
- Peter Nogly (2005–2006)
- Willi Reimann (2006)
- Zlatko Kranjčar (2007)
- Lofti Benzarti (2008)
- Luka Peruzović (2008–2009)
- Čedomir Janevski (2009–2010)
- Sérgio Alexandre (2012)
- Marius Şumudică (2012–2013)
- Željko Petrović (2013–)